# 失驚無神
《失驚無神》，前名《死亡約會》是一部2004年上映的香港驚悚片電影，由導演邱禮濤執導，鄧麗欣、傅穎、蕭正楠、吳浩康領銜主演。電影在2004年5月13日上映。
根據《電影檢查條例》，本片列為青少年及兒童不宜（IIB）。

## 演員

### 主要演員
| 演員   | 角色  | 關係／暱稱                                                                                     |
| 鄧麗欣 | 阿 麗 | 與淑、澤、健、勤、卓、喜青梅竹馬的朋友 勤女友                                                  |
| 傅 穎  | 阿 淑 | 與麗、澤、健、勤、卓、喜青梅竹馬的朋友 別墅繼承人 喜歡勤                                       |
| 蕭正楠 | 阿 澤 | 與麗、淑、健、勤、卓、喜青梅竹馬的朋友 喜歡淑 被喜殺死 性格迷信膽小                            |
| 吳浩康 | 阿 健 | 與麗、淑、澤、勤、卓、喜青梅竹馬的朋友 喜歡淑 被喜殺死 性格衝動魯莽 實際上十分膽小             |
| 李逸朗 | 阿 勤 | 與麗、淑、澤、健、卓、喜青梅竹馬的朋友 麗男友 被喜殺死                                         |
| 范振鋒 | 阿 卓 | 與麗、淑、澤、健、勤、喜青梅竹馬的朋友 喜歡淑 被喜殺死                                         |
| 李煒成 | 阿 喜 | 與麗、淑、澤、健、勤、卓青梅竹馬的朋友 喜歡淑 懂得魔術 殺死澤、健、勤、卓、劉叔 被勤的靈魂殺死 |
| 劉以達 | 劉 叔 | 別墅管家 被喜殺死                                                                              |

### 其他演員
| 演員   | 角色       | 關係／暱稱 |
| 杜浚斌 | 重案組警長 |            |
| 宋本中 |            |            |
| 史美儀 |            |            |

## 劇情
阿　麗，阿　淑，阿　澤，阿　健，阿　勤，阿　卓，阿　喜均為青梅竹馬好友，眾人一起到阿淑家在荒島的別墅度假，在某夜眾人一起玩說真心話的遊戲，當提到大家喜歡的人的時候，眾男不約而同地說喜歡阿淑，阿淑則指自己喜歡阿勤，身為阿勤女友的阿麗怒火上心頭，說想阿勤死，後來阿勤卻被發現死於自己的房間，眾人不歡而散。
 一年後，眾人同時收到一封神秘的信，約大家到別墅聚舊，但大家到了別墅後從管家劉叔口中得知阿勤死去的房間的天花版出現一隻紅色的手印，眾人懷疑是有鬼魂作怪，但阿麗則堅信阿勤還在生。同時，怪事接二連三發生，眾男士亦逐一失蹤，大家在恐防下一個出事的是自己之外，還互相猜度誰是幕後黑手，但途中一直發現更多的秘密。困在荒島的眾人又能否有活命逃出生天呢？

## 外部連結
- 開眼電影網上《失驚無神》的資料（繁體中文）
- 香港影庫上《失驚無神》的資料（繁體中文）
- 时光网上《失驚無神》的資料（简体中文）
- 豆瓣电影上《失驚無神》的資料 （简体中文）
- 爛番茄上《失驚無神》的資料（英文）
- AllMovie上《失驚無神》的资料（英文）
- 互联网电影数据库（IMDb）上《失驚無神》的资料（英文）
- 失驚無神（Movie Super）